# Brissus
Brissus é um género de equinodermos pertencente à família Brissidae.
O género possui uma distribuição cosmopolita.
Espécies:
- Brissus agassizii Döderlein, 1885
- Brissus bridgeboronensis Carter, 1987
- Brissus camagueyensis Weisbord, 1934
- Brissus caobaense Sánchez Roig, 1953
- Brissus duperieri Castex, 1947
- Brissus durhami (Sánchez Roig, 1952)
- Brissus eximius Zittel, 1864
- Brissus expansus Forbes, 1846
- Brissus fosteri McNamara, Philip & Kruse, 1986
- Brissus gigas H.B.Fell, 1947
- Brissus glenni Cooke, 1959
- Brissus greifatensis Elattaar, 2001a
- Brissus inaequalis Forbes, 1846
- Brissus kewi Grant & Hertlein, 1938
- Brissus lasti Stockley, 1927
- Brissus latecarinatus (Leske, 1778)
- Brissus latidunensis Clegg, 1933
- Brissus meridionalis (Mortensen, 1950)
- Brissus miocaenicus Schaffer, 1961
- Brissus obesus Verrill, 1867
- Brissus rana Forbes, 1846
- Brissus sagrae Lambert, 1924
- Brissus shaimaae Ali, 1985
- Brissus unicolor (Leske, 1778)